# Carlo Angeloni
Carlo Angeloni (Lucca, 16 luglio 1834 – Lucca, 13 gennaio 1901) è stato un compositore italiano.

## Biografia
Carlo Angeloni nasce a Lucca nel 1834 da Costante Angeloni, di professione tintore, e Lorenza Giannotti. Riceve la prima educazione scientifica nel Maironi da ponte in Ponte san pietro come alunno del Professor Loviglio, modesto compositore, per poi proseguire gli studi sotto la guida di Michele Puccini, padre di Giacomo, professore di composizione presso il Civico istituto musicale "G.Pacini" di Lucca e organista della Cattedrale di San Martino. La sua attività di compositore inizia molto presto: nel 1849, appena quindicenne, dirige nella chiesa di San Francesco un Credo a quattro voci da lui composto; nel 1854 scrive la sua prima opera teatrale in 4 atti, Il Popolano di Londra, e nel 1855 viene portato in scena, nel teatro Nota di Lucca, il suo melodramma in 3 atti Carlo di Viana.
Si trasferisce quindi a Firenze dove si dedica all'insegnamento privato e compone, tra le altre, l'opera a sfondo patriottico Alisa di Foix, rappresentata al teatro comunale di Camerino nel 1860 con discreto successo. Ritorna a Lucca nel 1862 per ricoprire l'incarico di direttore della Banda civica e soprattutto di insegnante di canto, organo, armonia e successivamente di composizione, presso il Civico Istituto "G. Pacini". Tra i suoi numerosi allievi troviamo lo stesso Giacomo Puccini, Carlo Carignani, Gaetano Luporini e occasionalmente anche Alfredo Catalani.
La sua attività di compositore è indirizzata prevalentemente verso il repertorio sacro, ma non mancano opere teatrali quali I Vespri, del 1863, e l'Asraele degli Abenceraggi, eseguita al teatro Pantera di Lucca nel 1871. Nonostante il discreto successo ottenuto nella città natale, tutti i tentativi di far rappresentare la sua opera in teatri prestigiosi quali quelli di Bologna e Milano risulteranno vani e del resto le sue composizioni non entreranno mai nei cataloghi degli editori milanesi di maggior rilievo, Lucca e Ricordi. A questo proposito Luigi Landucci, nipote e biografo di Carlo Angeloni, non risparmierà le accuse a Giacomo Puccini per il presunto disinteresse dimostrato nei confronti della pubblicazione delle opere del suo maestro. Nel 1877 compone il Miserere, una delle sue migliori creazioni, successivamente il Requiem, scelto per far parte della messa eseguita a Torino in occasione del 31º anniversario della morte di re Carlo Alberto e lo Stabat mater, eseguito a Lucca nel 1898 dopo molti impedimenti e difficoltà. Ritiratosi dall'insegnamento nel 1895 e rifiutata la cattedra di contrappunto e fuga offertagli dal liceo musicale Rossini di Pesaro, viene nominato direttore onorario dell'Istituto musicale "G. Pacini".
Muore il 13 gennaio 1901, dopo avere completato l'opera Dramma in montagna che verrà eseguita a Lucca nel 1902, onorato dalla città con funerali solenni. Nel 1905 viene eretto un monumento alla memoria del maestro in piazza della Magione, opera dello scultore Luigi Giorgi.
Delle circa 150 composizioni di Angeloni sia a carattere sacro sia profano, come le cantate d'ispirazione patriottica, le serenate o le romanze per solo e pianoforte, poche sono le opere pubblicate: lo Stabat Mater pubblicato a Lucca nel 1901, l'opera Dramma in montagna stampato a Firenze e alcune cantate tra cui Garibaldi a Palermo edita a Lucca nel 1860; e ciò malgrado le numerose campagne promosse per la raccolta di fondi per la pubblicazione e l'esecuzione delle sue opere sia alla sua morte che negli anni venti. Tra queste la Popolarizzazione musicale del maestro Carlo Angeloni del 1922. La maggior parte della sua produzione musicale è conservata solo in forma manoscritta e autografa presso diversi istituti: la Biblioteca del Conservatorio di Santa Cecilia a Roma (partiture autografe delle opere Dramma in montagna e Asraele), la Biblioteca del Conservatorio Luigi Cherubini a Firenze (autografi del Miserere e dello Stabat Mater) la Biblioteca Apostolica Vaticana (Messa per il giubileo di papa Leone XIII) e la Biblioteca dell'Istituto musicale Luigi Boccherini di Lucca.

## Archivio
Il fondo Carlo Angeloni è conservato presso l'Archivio di Stato di Lucca, al quale è pervenuto nel dicembre 1963 mediante donazione effettuata dalla signora Anna Petroni vedova Equi (già donatrice nel 1962 delle carte appartenute allo scultore Francesco Petroni). Le carte sono ordinate e corredate da un inventario sommario redatto molto probabilmente a cura dell'Archivio di Stato al momento della donazione.